# 박우섭
박우섭(朴祐燮, 1954년 7월 22일 ~ )은 대한민국의 정치인이다. 민선 3·5·6기 인천 남구청장을 역임했다. 본관은 무안이며, 충청남도 예산군 출신이다.

## 학력
- 태안국민학교 → 당진국민학교 졸업
- 용산중학교 졸업
- 용산고등학교 졸업
- 서울대학교 미생물학과 학사

## 경력
- 1987 민주헌법쟁취 국민운동본부 상임집행위원
- 1988 인천 환경운동연합 자문의원
- 1988 ~ 1990 민주화운동 청년연합 의장
- 1991 ~ 1992 민주당 부대변인
- 1993 민주당 정책실 실장
- ~ 1994 국회 정책연구원
- 1995 ~ 2000 새정치국민회의 인천광역시 지부 남구 갑 지구당위원장
- 1999 인천문화발전연구원 이사
- 2000 인천정신지체애호협회 고문
- 2002 ~ 2006.06 제19대 인천광역시 남구청장(민선 3기, 한나라당→무소속→열린우리당, 초선)
- 2008 임채정 국회의장 비서실장(차관급)
- 2008 민주당 중앙당 정책위원회 부의장
- 2009 사랑의 연탄 나눔 운동 운영위원
- 2009 실업극복 인천본부 이사
- 2009 가천의과과학대학교 교양학부 초빙교수
- 2009 6월민주항쟁 계승사업회 상임이사
- 2009 ~ 2010 생활정치연구소 이사장
- 2010 전국청년시장군수구청장협의회 회장
- 2010 인천광역시 군·구청장 협의회 회장
- 2010.07 ~ 2014.06 제21대 인천광역시 남구청장(민선 5기, 민주당→민주통합당→민주당→새정치민주연합, 재선)
- 2011 전국시장군수구청장협의회 감사
- 인천정신지체장애 애호인협회 고문
- 마이스터연합회 고문
- 2013 전국평생학습도시협의회 회장
- 2014.06 새정치민주연합 기초단체장협의회 회장
- 2014.07 ~ 2018.06 제22대 인천광역시 남구청장(민선 6기, 새정치민주연합→더불어민주당→무소속→국민의당→무소속, 3선)
- 2015.06 ~ 2015.10 새정치민주연합 혁신위원회 위원
- 2017.02 ~ 2017.05 국민의당 최고위원
- 2019.06 ~ 2019.12 더불어민주당 인천광역시당 미추홀구 을 지역위원회 위원장

## 주요 약력

### 민선 3기 시대 (2002. 7 ~ 2006. 6)
민선 3기 시대의 슬로건은 '사람 사랑의 공동체, 인천의 문화 중심 남구'였다.
이 시기에 그는 인천 남구 지역의 문화 구축을 위한 기초적 인프라스트럭쳐 구축에 나섰다. 이러한 모습은 구기를 혁신하고 '미추'라는 구 캐릭터를 만드는 것에서부터 시작되었으며, 돌체 소극장 재건, 시연센소극장, 학산문화센터, 주안청소년미디어센터, 지자체 최초 영화공간인 영화공간 주안 등의 구축으로 구 내의 문화시설을 대폭 확충하였다. 2004년부터는 주안미디어문화축제의 출범을 통해 당시 구민에게는 낮선 미디어아트의 개념을 소개하기도 하였다.
민선 4기 구청장 투표에서는 높은 평가를 바탕으로 '1등 구청장'이라는 슬로건을 내고 재선에 도전하였지만, 소속 정당인 열린우리당의 지방선거 참패라는. 쓰나미에. 당시 한나라당 이영수 후보에게 져 구청장 자리를 이임하였다.

### 민선 5기 시대 (2010. 7 ~ 2014. 6)
민선 5기 구청장 투표에서 이영수 전 구청장과의 선거를 통해 투표자의 과반수를 넘어 다시 민선 5기 구청장에 당선되었다.
민선 5기의 슬로건은 '사람존중의 복지도시, 문화중심의 창조도시'이다.
현재 희망제작소에서 관할하는 민선 5기 지자체장 모임인 목민관클럽에 참여하고 있으며, 전국청년시장·군수·구청장회(청목회) 회장을 맡기도 하였다.

### 민선 6기 시대 (2014. 7 ~ 2018. 6)
민선 6기 구청장 투표에서 새누리당 최백규 후보와의 선거를 통해 민선 6기 구청장에 당선됐다. 이로써 남구는 민선 5기와 민선 6기 첫 연임 구청장 시대를 맞았다. 민선 6기 슬로건은 '착한사람들이 잘 살 수 있는 남구 건설'이다.
2015년 2월 8일 새정치민주연합 제1차정기전국대의원대회 최고위원후보로 출마하였다. “웃어봐 웃어봐 기호 2번 웃어봐!”라는 구호로 최고위원 후보 8명 가운데 현직 의원이 아닌 유일한 후보로 나서 청중을 압도하는 폭발적인 연설로 현장 대의원 투표에서 1등을 차지했다. 그러나 일반 국민과 당원들을 대상으로 한 여론조사에서는 꼴찌, 권리당원 투표에서는 7등에 그친 결과, 45% 비중의 대의원 투표에서 1등 후보가 합산에서는 6등에 그쳐 낙선했다. 새정치민주연합 기초단체장협의회 회장을 맡았다. 2017년 2월 17일에 더불어민주당을 탈당하여 선도탈당한 손학규 국민주권개혁회의 의장, 이찬열 의원과 함께 2017년 2월 20일을 기하여 국민의당에 입당하였다. 그러나 10개월 후 2017년 12월 27일을 기하여 국민의당을 탈당하였고, 무소속 신분으로 남은임기를 수행하였다.

### 이후
잠시 무소속으로 있다가, 오는 2020년 21대 총선을 출마하기 위해 2019년 5월 24일 다시 더불어민주당으로 복당하였고, 6월 25일에 미추홀구 을(구 남구 을) 지역위원장에 임명되었다.

## 역대 선거 결과
|  | 27.96% |

|  | 17.58% |

|  | 50.80% |

|  | 31.60% |

|  | 12.29% |

|  | 53.32% |

|  | 50.20% |

## 소속 정당
| 소속 정당 | 소속 정당        | 소속 기간 | 비고           |
| --------- | ---------------- | --------- | -------------- |
|           | 신민주연합당     | 1991      | 창당 정계 입문 |
|           | 민주당           | 1991~1995 | 합당           |
|           | 무소속           | 1995      | 탈당           |
|           | 새정치국민회의   | 1995~2000 | 창당           |
|           | 새천년민주당     | 2000      | 합당           |
|           | 무소속           | 2000~2002 | 탈당           |
|           | 한나라당         | 2002~2004 | 입당           |
|           | 무소속           | 2004      | 탈당           |
|           | 열린우리당       | 2004~2007 | 입당           |
|           | 대통합민주신당   | 2007~2008 | 합당           |
|           | 통합민주당       | 2008      | 합당           |
|           | 무소속           | 2008      | 탈당           |
|           | 통합민주당       | 2008      | 복당           |
|           | 민주당           | 2008~2011 | 당명 변경      |
|           | 민주통합당       | 2011~2013 | 합당           |
|           | 민주당           | 2013~2014 | 당명 변경      |
|           | 새정치민주연합   | 2014~2015 | 합당           |
|           | 더불어민주당     | 2015~2016 | 당명 변경      |
|           | 무소속           | 2016~2017 | 합당           |
|           | 국민주권개혁회의 | 2017      | 창당준비위원회 |
|           | 국민의당         | 2017~2018 | 합당           |
|           | 무소속           | 2018~2019 | 탈당           |
|           | 더불어민주당     | 2019~현재 | 복당           |

## 같이 보기
- 미추홀구청장
- 대한민국의 국회의장비서실장